# Neues Nationaltheater Tokio
Das Neue Nationaltheater Tokio (jap. 新国立劇場, Shin Kokuritsu Gekijō, engl. New National Theatre, Tokyo, kurz: NNTT) ist das erste staatliche Theater in Japan für Oper, Ballett und Tanz. Zusätzlich finden in dem Theater verschiedene Veranstaltungen statt, zum Beispiel ein Programm zur Ausbildung junger Künstler. Außerdem gibt es einen Kostümverleih und eine Bibliothek. Das Theater befindet sich im Stadtbezirk Shibuya in Tokio und wird von der „Stiftung Neues Nationaltheater“ geleitet. Das Gebäude verfügt über drei Theatersäle: Opera Palace Tokyo, Playhouse und The Pit. Darüber hinaus gibt es Restaurants, Geschäfte,  Proberäume, ein Informationszentrum und einen Dachgarten. In unmittelbarer Nachbarschaft liegt der Wolkenkratzer Tokyo Opera City. Im Gegensatz zum bestehenden Nationaltheater, das sich weiterhin dem traditionellen japanischen Theater widmet, konzentriert sich das neue Nationaltheater auf die europäische Theater- und Opernkultur, die in Japan eine ständig zunehmende Anhängerschaft findet.

## Geschichte
Für den Neubau des Neuen Nationaltheaters lobte 1986 das japanische Bauministerium einen internationalen Wettbewerb aus. Über 2000 Architekten hatten sich für eine Teilnahme angemeldet. Es wurden jedoch wegen der schwierigen Grundstücksverhältnisse nur 228 Arbeiten eingereicht, darunter 60 Arbeiten von ausländischen Architekten aus aller Welt.
Den 1. Preis erhielt das japanisch-deutsche Team Takenaka Komuten Co., Ltd. mit Chef-Architekt Takahiko Yanagisawa (Tokyo / Japan) und Architekt Prof. Harald Deilmann (Münster – Düsseldorf / Deutschland) und Theaterbauingenieur Prof. Adolf Zotzmann (Recklinghausen / Deutschland).
Mehrere 2. Preise gingen an Hisao Wakamatsu (Kajima Corp./Japan), Hans Hollein (Studio Hans Hollein, Wien/A), Bernard Tschumi (Paris/F.) und Osamu Ogasawara (Shimizu Const./Japan). Lobende Erwähnungen erhielten die Beiträge von Kan Izue (Japan), Peter Eisenman (Eisenman/Robertson Architects, New York), Yoshikazu Naruse (Toda Const./Japan), Tomohisa Yuri (Kajima Corp./Japan) und Youichi Yokogawa (Sato Kogyo/Japan).
Im Februar 1997 wurde das Theater fertiggestellt. Der Architekt Takahiko Yanagisawa entwarf auch das Museum für zeitgenössische Kunst sowie die benachbarte Tokyo Opera City.
Die erste Aufführung mit dem Titel „TAKERU“ fand am 10. Oktober im selben Jahr statt. Die Oper „TAKERU“ wurde von Dan Ikuma komponiert und Hoshide Yutaka (星出豊) dirigierte das Konzert.

## Theatersäle

### Opera Palace Tokyo
Auf vier Rängen gibt es 1814 Plätze. Der Saal wird hauptsächlich für Opern und Ballettaufführungen genutzt. Es gibt einen Orchestergraben für 100 Musiker sowie Souffleurkästen zu beiden Seiten der Bühne. Am 29. März 2007 erhielt der Saal den Namen „Opera Palace Tokyo“.

### Playhouse
Das Playhouse bietet Raum für 1038 Gäste auf zwei Rängen. Das Theater wird hauptsächlich für Schauspiel und modernen Tanz benutzt. Es können auch Opern und Ballettstücke aufgeführt werden.

### The Pit
Der Saal besitzt 340 bis 468 Plätze und befindet sich im Untergeschoss. Sowohl die Bühne, als auch die Sitze können bewegt werden. Er wird hauptsächlich für modernen Tanz genutzt.

## Aufführungen

### Ballett, Modern Tanz
Die Gruppe des Neuen Nationaltheaters übernimmt die Aufführungen des Balletts und des modernen Tanzes, das Tokio Orchester die Musikaufführung. In vielen Aufführungen spielt das Orchester mit einem ausländischen Dirigenten.

### Oper
Das Neue Nationaltheater übernimmt die Aufführung der Chors. Es gibt kein Orchester und keine Regisseure. Das Tokio Philharmonie und das Symphonie Orchester Tokio wechseln sich bei den Aufführungen ab.